# Bonndorf (Wasungen)
Bonndorf ist ein Ortsteil von Wasungen im Landkreis Schmalkalden-Meiningen in Thüringen.

## Lage
Bonndorf liegt nordwestlich von Wasungen rechts der Bundesstraße 19 am Fuß der Südwestabdachung des Thüringer Waldes in der Tallage der Werra.

## Geschichte
Der Ortsteil wurde 1262 erstmals urkundlich genannt. Der Ort lag im hennebergischen Amt Wasungen, welches ab 1680 zum Herzogtum Sachsen-Meiningen gehörte. Ungefähr 97 Personen wohnen 2013 im Ortsteil.